# Seznam děl Cliva Staplese Lewise
Seznam děl Cliva Staplese Lewise uvádí přehledně dílo irského spisovatele Cliva Staplese Lewise (1898–1963) publikujícího také jako C. S. Lewis nebo pod přezdívkou „Jack“.
Tento autor je známý díky svému dílu z oblastí středověké literatury, křesťanské apologetiky, literární kritiky a beletrie; populární je zejména série knih Letopisy Narnie.

## Non fiction
- Alegorie lásky (The Allegory of Love: A Study in Medieval Tradition) (1936)
- Rehabilitations and other essays (1939)
- The Personal Heresy: A Controversy (společně se E. M. W. Tillyardem, 1939)
- Problém bolesti (The Problem of Pain) (1940)
- Předmluva k Ztracenému Ráji (A Preface to Paradise Lost) (1942)
- Zničení člověka (The Abolition of Man) (1943)
- Beyond Personality (1944)
- Zázraky (Miracles: A Preliminary Study) (1947, revidováno 1960)
- Arthurian Torso (1948)
- K jádru křesťanství (Mere Christianity) (1952; založeno na úvahách v rádiu v letech 1941–1944)
- English Literature in the Sixteenth Century Excluding Drama (1954)
- Major British Writers, Vol I (1954)
- Zaskočen Radostí (Surprised by Joy: The Shape of My Early Life) (1955; autobiografie)
- Úvahy nad žalmy (Reflections on the Psalms) (1958)
- Čtyři lásky (The Four Loves) (1960)
- Studies in Words (1960)
- An Experiment in Criticism (1961)
- Svědectví o zármutku (A Grief Observed) (1961; poprvé publikováno pod pseudonymem N. W. Clerk)
- They Asked for a Paper: Papers and Addresses (1962)
- Selections from Layamon's Brut (ed. G L Brook, 1963), úvod
- Vyřazený obraz: Úvod do středověké a renesanční literatury (The Discarded Image: An Introduction to Medieval and Renaissance Literature) (1964)
- Studies in Medieval and Renaissance Literature (1966)
- Spenser's Images of Life (ed. Alastair Fowler, 1967)
- Letters to an American Lady (1967)
- Christian Reflections (1967)
- Selected Literary Essays (1969)
- God in the Dock: Essays on Theology and Ethics (1970)
- Of Other Worlds (1982; eseje)
- Present Concerns (1986; eseje)
- All My Road Before Me: The Diary of C. S. Lewis 1922–27 (1993)
- Essay Collection: Literature, Philosophy and Short Stories (2000)
- Essay Collection: Faith, Christianity and the Church (2000)
- Collected Letters, Vol. I: Family Letters 1905–1931 (2000)
- Collected Letters, Vol. II: Books, Broadcasts and War 1931–1949 (2004)
- Collected Letters, Vol. III: Narnia, Cambridge and Joy 1950–1963 (2007)
- The Business Of Heaven:Daily Readings From C. S. Lewis ed. Walter Hooper (1984, Harvest Book, Harcourt, Inc.)

## Próza
- Poutníkův návrat (The Pilgrim's Regress) (1933)
- Vesmírná trilogie (Space Trilogy)
  - Návštěvníci z mlčící planety (Out of the Silent Planet) (1938)
  - Perelandra (Perelandra) (1943)
  - Ta obludná síla (That Hideous Strength) (1946)
- Rady zkušeného ďábla (The Screwtape Letters) (1942)
- Velký rozvod (The Great Divorce) (1945)
- Letopisy Narnie (The Chronicles of Narnia)
  - Lev, čarodějnice a skříň (The Lion, the Witch and the Wardrobe) (1950)
  - Princ Kaspián (Prince Caspian) (1951)
  - Plavba jitřního poutníka (The Voyage of the Dawn Treader) (1952)
  - Stříbrná židle (The Silver Chair) (1953)
  - Kůň a jeho chlapec (The Horse and His Boy) (1954)
  - Čarodějův synovec (The Magician's Nephew) (1955)
  - Poslední bitva (The Last Battle) (1956)
- Dokud nemáme tvář (Till We Have Faces) (1956)
- Přípitek zkušeného ďábla (Screwtape Proposes a Toast) (1961)
- Průvodce modlitbou (Letters to Malcolm: Chiefly on Prayer) (1964)
- The Dark Tower (1977)
- Boxen: The Imaginary World of the Young C. S. Lewis (ed. Walter Hooper, 1985)

## Poezie
- Duchové v otroctví (Spirits in Bondage) (1919; publikováno pod pseudonymem Clive Hamilton)
- Dymer (Dymer) (1926; publikováno pod pseudonymem Clive Hamilton)
- Narrative Poems (ed. Walter Hooper, 1969)
- The Collected Poems of C. S. Lewis (ed. Walter Hooper, 1994)

## Editorská činnost
- George MacDonald: An Anthology (1947)
- Essays Presented to Charles Williams (1947)